# Canso (Nuova Scozia)
Canso è una municipalità (community) del Canada, situata nella provincia della Nuova Scozia. Nel luglio 2012 ha cessato di essere una località autonoma, venendo accorpata alla municipalità del distretto di Guysborough. La città è di importanza storica nazionale perché era uno dei soli due insediamenti britannici in Nuova Scozia prima della fondazione di Halifax nel1749. Oggi la città attira persone a livello internazionale per l'annuale Stan Rogers Folk Festival.

## Geografia
Canso si trova sulla sponda meridionale della baia di Chedabucto. Il limite meridionale della baia è a Capo Canso, un promontorio a circa 3 km a sud-est del paese. Poiché l'abitato è situato all'estremità di una penisola che si protende nell'Oceano Atlantico, Canso è spesso soggetta a nebbia, in particolare durante i mesi estivi più caldi, quando le temperature dell'aria continentale si scontrano con le temperature più fresche dell'oceano al largo.
Il porto di Canso è protetto dalle Isole Canso, un piccolo arcipelago situato immediatamente a nord e ad est della terraferma: le quattro isole più grandi sono  Durells (in onore dell'ufficiale della marina britannica Philip Durell), Piscataqui, George e Grassy. Questo arcipelago è stato designato come Sito storico nazionale del Canada nel 1925 per il suo ruolo come importante base per i pescatori francesi nel XVI° secolo e per gli inglesi durante il XVIII° secolo, e come punto di sosta per la spedizione militare del 1745 contro Louisbourg.

## Storia

### Anni recenti
In un plebiscito tenutosi il 12 luglio 2008, i residenti di Canso hanno votato per unire il paese con il vicino comune del distretto di Guysborough. La decisione di fondersi è stata rinviata e, dopo la revisione, è stata nuovamente respinta nel marzo 2023. Il 19 gennaio 2012, il Nova Scotia Utility and Review Board ha accolto la richiesta di scioglimento del paese. Il 1° luglio 2012 Canso è entrata a far parte del comune del distretto di Guysborough. All'inizio del 2017, il Maritime Launch Services ha annunciato l'intenzione di affittare un terreno vicino a Canso per costruire e gestire l'unico spazioporto commerciale attivo del Canada, utilizzando il razzo ucraino Cyclone-4M. Si prevede che il Cyclone-4M effettuerà il suo primo volo orbitale dalla struttura nel 2025.